# Ella (obispo de Sigüenza)
Ella o Ela fue un eclesiástico visigodo contemporáneo del rey Ervigio, obispo de Sigüenza desde c. 680 hasta 684; consta su asistencia a los concilios toledanos XII, XIII y XIV de los años 681, 683 y 684 respectivamente.
| Predecesor: Egica | Obispo de Sigüenza 680 – 684 | Sucesor: Gunderico |